# アプロデーテ
『Αφροδιτη』（アプロデーテ）は、Winkの10枚目のオリジナルアルバム。1993年6月25日にポリスターから発売された。

## 概要
Winkのデビュー5周年に発表されたオリジナル・アルバム。タイトルの『Αφροδιτη』とは英語の ″Aphrodite″(アフロディテ) に当たり、古代ギリシャやローマにおいて愛の神、美の神を意味する。
ムーンライダーズの鈴木慶一プロデュース作品[要出典]となっており、同バンドより白井良明やかしぶち哲郎がアレンジや楽曲提供を行っている。シングルとしてリリースされたM-7「永遠のレディードール」以外は全てオリジナル（非カヴァー）曲である。Winkの作品には初提供となる作家陣の詞曲が収録曲の大半を占めており、レゲエ調のアレンジに乗せたM-2「夏に会えなくて」、リズム・トラックをループさせたM-4「SAVE MY LIFE」などサウンドの幅が拡がり、バラエティに富んだ作品となっている。アルバムのラストに配された「おしえて」は相田翔子の自作曲で、今作よりペンネームの ″KEIKO″ ではなく ″相田翔子″ 名義で自作曲を1曲収録するようになる。鈴木早智子はペンネームの ″Miyoko.A″ 名義で作詞したM-9「I Wanna Leave You」を収録。M-5「私みたいにいいかげんな彼氏」は、「結婚しようね」とシングル化を争った作品である。
2018年9月12日には、リマスタリングを施した高音質UHQCDがリリースされ、更にはレコチョク、およびe-onkyo music（オンキヨー）、mora（レーベルゲート）などの音楽配信サイトでハイレゾ版（96kHz/24bit）を含むダウンロードアルバムの配信が開始された。

## 収録曲
| #         | タイトル                                                       | 作詞                | 作曲                | 編曲         | 時間  |
| --------- | -------------------------------------------------------------- | ------------------- | ------------------- | ------------ | ----- |
| 1.        | 「結婚しようね」                                               | 康珍化              | 門倉聡              | 門倉聡       | 4:14  |
| 2.        | 「夏に会えなくて」(相田翔子ソロ)                               | 芹沢類              | 石川Kanji           | 白井良明     | 4:48  |
| 3.        | 「fishselfish」                                                | 覚和歌子            | 木戸やすひろ        | 白井良明     | 4:00  |
| 4.        | 「SAVE ME LIFE」(鈴木早智子ソロ)                               | 芹沢類              | 鈴木祥子            | 白井良明     | 3:54  |
| 5.        | 「私みたいにいいかげんな彼氏」                                 | 康珍化              | Osny Melo           | Osny Melo    | 4:24  |
| 6.        | 「月と太陽」                                                   | 宝野アリカ          | かしぶち哲郎        | かしぶち哲郎 | 4:15  |
| 7.        | 「永遠のレディードール 〜Voyage Voyage〜」(日本語詞: 及川眠子) | D.Dubois・J.M.Rivat | D.Dubois・J.M.Rivat | 船山基紀     | 4:58  |
| 8.        | 「幻が叫んでる」                                               | 及川眠子            | 鈴木智文            | 恵比寿司     | 4:26  |
| 9.        | 「I Wanna Leave You」(鈴木早智子ソロ)                          | Miyoko.A            | 門倉聡              | 門倉聡       | 4:55  |
| 10.       | 「おしえて」(相田翔子ソロ)                                     | 相田翔子            | 相田翔子            | 門倉聡       | 5:41  |
| 合計時間: | 合計時間:                                                      | 合計時間:           | 合計時間:           | 合計時間:    | 45:35 |

| #         | タイトル                                                       | 作詞                       | 作曲                                 | 編曲         | 時間  |
| --------- | -------------------------------------------------------------- | -------------------------- | ------------------------------------ | ------------ | ----- |
| 1.        | 「結婚しようね」                                               | 康珍化                     | 門倉聡                               | 門倉聡       | 4:14  |
| 2.        | 「夏に会えなくて」(相田翔子ソロ)                               | 芹沢類                     | 石川Kanji                            | 白井良明     | 4:48  |
| 3.        | 「fishselfish」                                                | 覚和歌子                   | 木戸やすひろ                         | 白井良明     | 4:00  |
| 4.        | 「SAVE ME LIFE」(鈴木早智子ソロ)                               | 芹沢類                     | 鈴木祥子                             | 白井良明     | 3:54  |
| 5.        | 「私みたいにいいかげんな彼氏」                                 | 康珍化                     | Osny Melo                            | Osny Melo    | 4:24  |
| 6.        | 「月と太陽」                                                   | 宝野アリカ                 | かしぶち哲郎                         | かしぶち哲郎 | 4:15  |
| 7.        | 「永遠のレディードール 〜Voyage Voyage〜」(日本語詞: 及川眠子) | D.Dubois・J.M.Rivat        | D.Dubois・J.M.Rivat                  | 船山基紀     | 4:58  |
| 8.        | 「幻が叫んでる」                                               | 及川眠子                   | 鈴木智文                             | 恵比寿司     | 4:26  |
| 9.        | 「I Wanna Leave You」(鈴木早智子ソロ)                          | Miyoko.A                   | 門倉聡                               | 門倉聡       | 4:55  |
| 10.       | 「おしえて」(相田翔子ソロ)                                     | 相田翔子                   | 相田翔子                             | 門倉聡       | 5:41  |
| 11.       | 「Alone Again」(日本語詞: 芹沢類 / ボーナス・トラック)         | J.Jaz・R.Toppano・V.Denman | Jamey Jaz・Ren Toppano・Viqui Denman | 門倉聡       | 5:41  |
| 合計時間: | 合計時間:                                                      | 合計時間:                  | 合計時間:                            | 合計時間:    | 51:16 |

### 曲解説
1. 結婚しようね
  - 18枚目のシングル表題曲。
2. 夏に会えなくて
  - 相田翔子ソロ
3. fishselfish
4. SAVE MY LIFE
  - 鈴木早智子ソロ
5. 私みたいにいいかげんな彼氏
6. 月と太陽
7. 永遠のレディードール 〜Voyage Voyage〜
  - 17枚目のシングル表題曲。
8. 幻が叫んでる
  - 「結婚しようね」のカップリング曲。
9. I Wanna Leave You
  - 鈴木早智子ソロ
10. おしえて
  - 相田翔子ソロ

2018年盤（ボーナス・トラック）
1. Alone Again
  - 「永遠のレディードール」のカップリング曲。